# Jüdischer Friedhof (Liebenau, Niedersachsen)

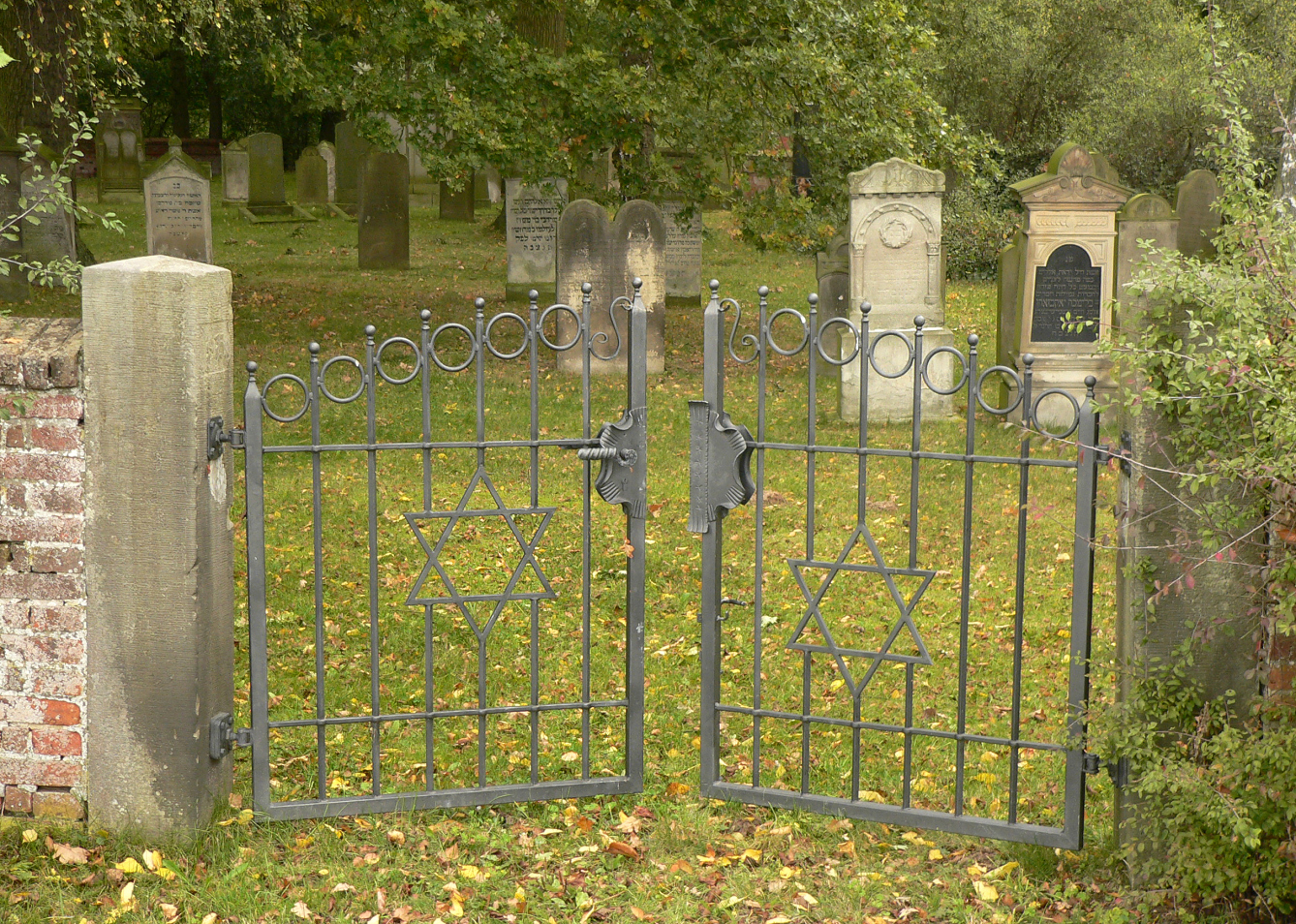
Friedhofseingang

Der Jüdische Friedhof Liebenau ist ein Jüdischer Friedhof in Liebenau (Landkreis Nienburg/Weser, Niedersachsen). Er ist ein geschütztes Kulturdenkmal. Auf dem 2150 m² großen Friedhof befinden sich noch 70 Grabsteine aus der Zeit nach 1850 – ein Teil von ihnen nur mit hebräischen Inschriften.

## Geschichte

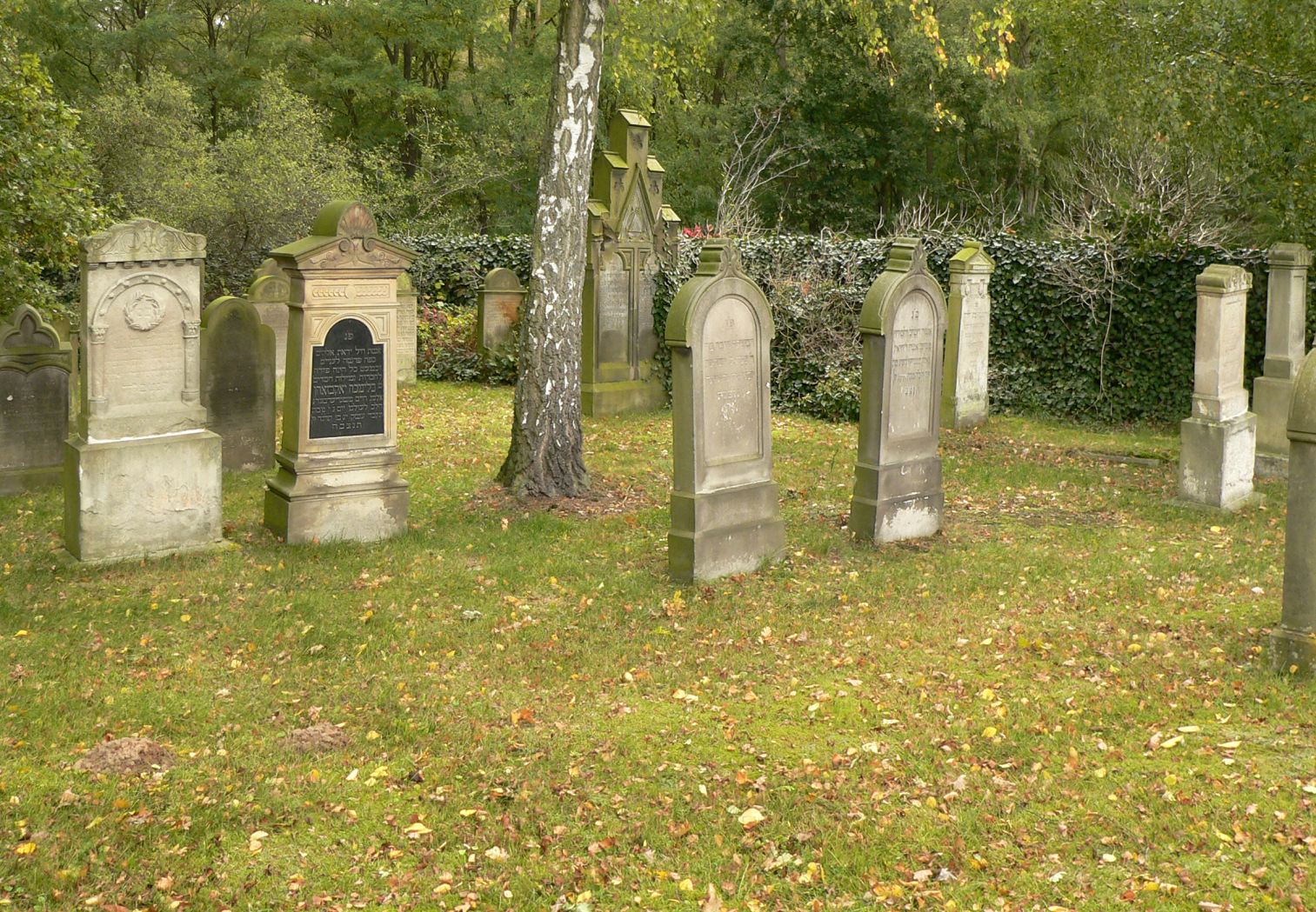
Gräber

Der Friedhof bestand seit mindestens 1778 an der Stolzenauer Straße. 1831 wurde er auf 2150 m² erweitert. Es wurden dann auch die verstorbenen Juden aus Steyerberg und – bis 1843 – gegen Gebühr auch die Verstorbenen zweier jüdischer Familien aus Siedenburg bestattet. Im Januar 1939 wurde der Friedhof aufgrund einer Verfügung des Regierungspräsidenten geschlossen.